# Palaeopsylla chiyingi
Palaeopsylla chiyingi är en loppart som beskrevs av Xie Baoqi et Yang Guangrong 1982. Palaeopsylla chiyingi ingår i släktet Palaeopsylla och familjen mullvadsloppor. Inga underarter finns listade i Catalogue of Life.